# Кинеско звоно
„Кинеско звоно” је југословенски кратки филм из 1982. године. Режирао га је Иван Ракиџић а сценарио је написао Милош Николић.

## Улоге
| Глумац          | Улога |
| --------------- | ----- |
| Љиљана Газдић   |       |
| Мида Стевановић |       |